# Iftikhar Durrani
Iftikhar Durrani (em urdu:  افتخار درانی‎; nascido em 20 de junho de 1969) é um político paquistanês do Movimento Paquistanês pela Justiça, que está a servir como assistente especial do primeiro-ministro e chefe do Departamento de Mídia Central do Movimento Paquistanês pela Justiça. Anteriormente, Durrani atuou como Assessor de Comunicação no Departamento de Educação do Governo de Khyber Pakhtunkhwa em 2013.

## Carreira educacional
Durrani nasceu em Abbottabad, Khyber Pakhtunkhwa, em 20 de junho de 1969. Ele possui mestrado em estudos de desenvolvimento pela Iqra University e ciências políticas pela University of the Punjab. Durrani foi para o George Brown College Toronto para obter um diploma de pós-graduação em Marketing de Base de Dados.